# Tian’anmen-Platz

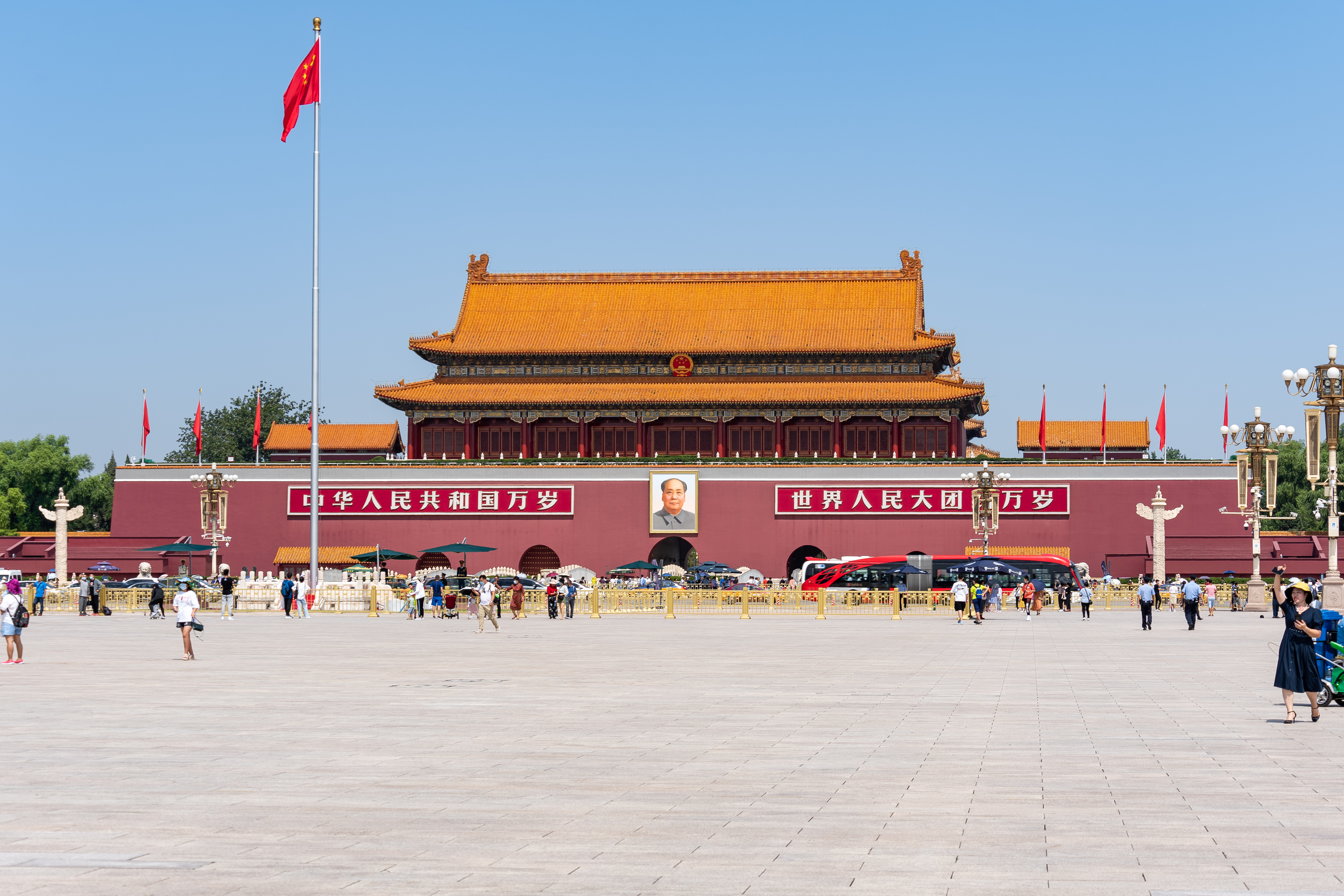
Blick zum Tor des Himmlischen Friedens

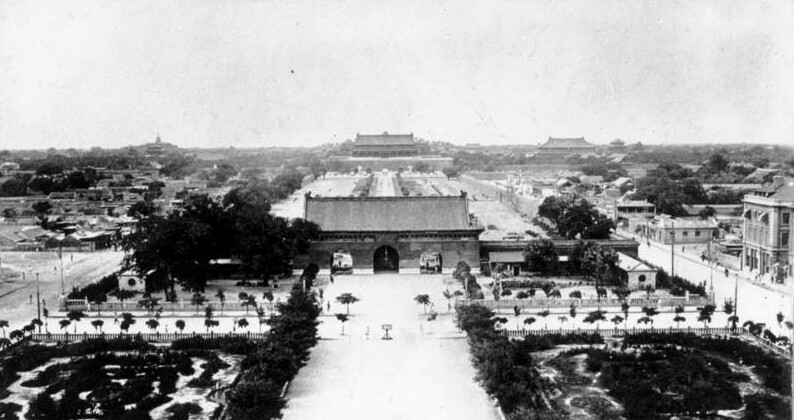
Blick vom Qianmen auf die Kaiserstadt im frühen 20. Jahrhundert

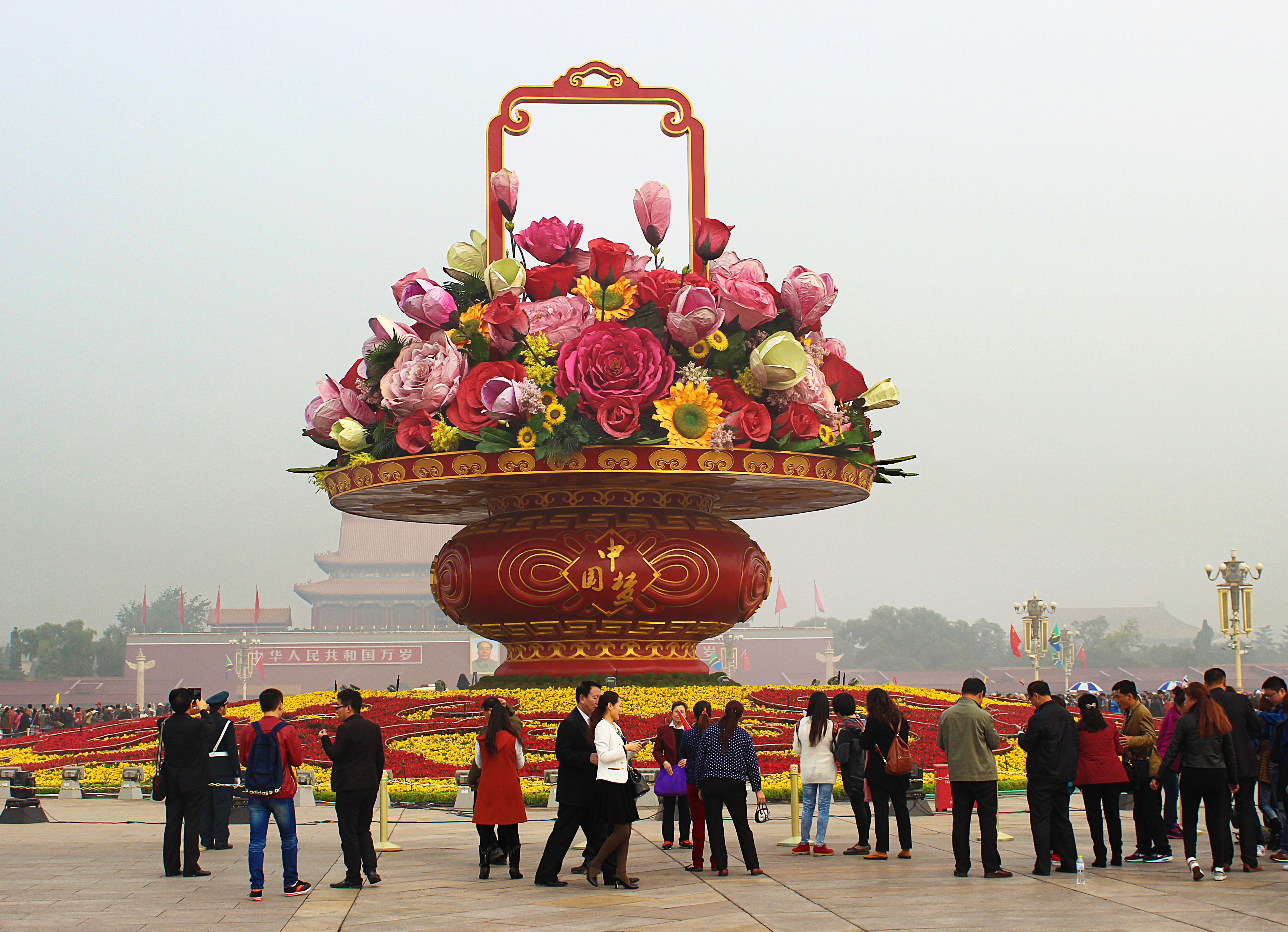
In der Mitte des Tian’anmen-Platzes. Im Hintergrund der Eingang zur Verbotenen Stadt

Der Tian’anmen-Platz oder Platz (am Tor) des Himmlischen Friedens (chinesisch 天安門廣場 / 天安门广场, Pinyin Tiān'ānmén Guǎngchǎng) ist ein Platz im Zentrum von Peking, der Hauptstadt der Volksrepublik China.

## Ausdehnung
Er wird mit seinen 39,6 ha Fläche oft als größter befestigter Platz der Welt bezeichnet.
An der Nordseite steht das Tian’an Men (天安门), das Tor des Himmlischen Friedens, hinter dem sich die Verbotene Stadt anschließt. Bis 1911 war der Platz nicht öffentlich zugänglich. Ab 1911 war er eine wichtige Demonstrationsstätte mit einem Fassungsvermögen von bis zu einer Million Menschen.
Der Platz wird im Westen von der Großen Halle des Volkes und im Osten vom Chinesischen Nationalmuseum begrenzt.
Nach dem Tode Mao Zedongs im Jahr 1976 wurde auf dem südlichen Teil des Platzes ein gewaltiges Mausoleum errichtet, in dem seither der konservierte Leichnam Maos ausgestellt ist.

## Bauwerke
| Bilder | Bilder | Name                                 | Zeichen / Pinyin                          | Anmerkungen |
| ------ | ------ | ------------------------------------ | ----------------------------------------- | --- |
|        |        | Tor des Himmlischen Friedens         | 天安门 Tiān'ān Mén                        | Haupteingang zur Verbotenen Stadt, dem Kaiserpalast                                                                              |
|        |        | Große Halle des Volkes               | 人民大会堂 Rénmín Dàhuìtáng               | Parlamentsgebäude, Empfangsort für Staatsgäste und Veranstaltungsstätte für nationale Feierlichkeiten                            |
|        |        | Chinesisches Nationalmuseum          | 中国国家博物馆 Zhōngguó Guójiā Bówùguǎn   | ursprüngliche zwei separate Museen: Museum der Geschichte Chinas und Museum der Chinesischen Revolution                          |
|        |        | Denkmal für die Helden des Volkes    | 人民英雄纪念碑 Rénmín Yīngxíong Jĭnìanbēi | Das Monument wurde erbaut in Erinnerung an die Menschen, die in den revolutionären Kämpfen des 19. und 20. Jahrhunderts starben. |
|        |        | Gedenkhalle für den Vorsitzenden Mao | 毛主席纪念堂 Máo Zhǔxí Jìniàntáng         | Die Gedenkhalle dient als das Mausoleum von Mao Zedong, in dem sein Leichnam aufgebahrt ist.                                     |
|        |        | Zhengyangmen                         | 正阳门 / 前门 Zhèngyáng Mén / Qián Mén    | als Haupttor der Inneren Stadt, größer und prächtiger als andere Stadttore                                                       |

## Ereignisse

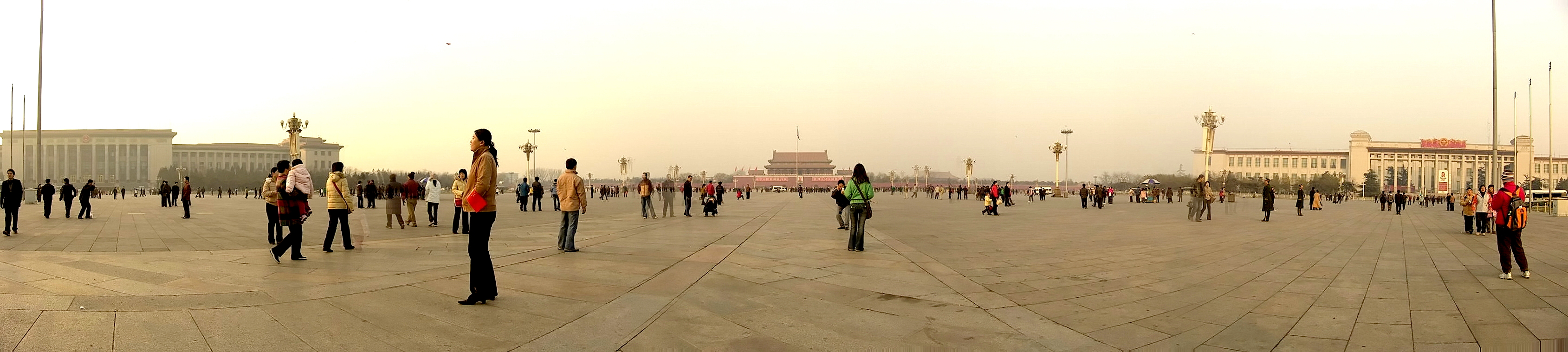
180°-Panorama

- 4. Mai 1919: Bewegung des Vierten Mai. China erhielt im Versailler Vertrag die Hoheit über die ehemaligen deutschen Pachtgebiete in der Provinz Shandong nicht zurück. Vielmehr wurde die Region einem japanischen Protektorat unterstellt. Dagegen demonstrierten auf dem Tian’anmen-Platz über 3.000 Studenten.
- 4. April 1976: Der Tian’anmen-Zwischenfall. Einen Tag vor dem chinesischen Totengedenktag hatte die Bevölkerung zu Ehren des beliebten, kurz zuvor verstorbenen Ministerpräsidenten Zhou Enlai Kränze und Blumen auf den Tian’anmen-Platz gebracht. Wegen innerparteilicher Auseinandersetzungen wurden die abgelegten Kränze und Blumen in der Nacht von Sicherheitskräften entfernt, wogegen am folgenden Tag Tausende protestierten. Diese friedliche Demonstration wurde von Polizei und Militär gewaltsam aufgelöst.
- 4. Juni 1989: Das Tian’anmen-Massaker war der blutige Endpunkt monatelanger Proteste der chinesischen Demokratiebewegung auf dem Tian’anmen-Platz, in dessen Folge je nach Schätzungen zwischen 200 und 3000 Menschen getötet wurden (Rotes Kreuz: 2600), allerdings nicht auf dem Tian’anmen-Platz.
- 23. Januar 2001: Der Selbstverbrennungsvorfall auf dem Tian’anmen-Platz ereignete sich am Vortag des chinesischen Neujahrsfestes. Laut chinesischer Regierung sollen sich fünf Anhänger von Falun Gong selbst angezündet haben. Westliche Journalisten und Wissenschaftler stellten jedoch fest, dass es Unstimmigkeiten in den Berichten der Regierung gab, was darauf hindeutete, dass die Selbstverbrennungen durch die Regierung inszeniert worden waren, um Falun Gong zu diskreditieren.
- 17. August 2008: Im Rahmen der Olympischen Sommerspiele 2008 wurde auf dem Platz der Marathonlauf der Frauen gestartet.
- 24. August 2008: Auch der Start des Marathonlaufs der Männer war auf dem Platz.